# Герхмахі
Герхмахі (рос. Герхмахи) — село Акушинського району, Дагестану Росії.
Населення — 2032 (2015).

## Населення
За даними перепису населення 2002 року в селі мешкало 2039 осіб. У тому числі 973 (47,72 %) чоловіка та 1066 (52,28 %) жінок.
Переважна більшість мешканців — даргинці (100 % від усіх мешканців). У селі переважає північнодаргинська мова.
У 1959 році в селі проживало 734 особи.